# Cabo Pantoja
Cabo Pantoja es una localidad peruana ubicada a orillas del río Napo, en la desembocadura del río Aguarico, cerca a la frontera con el Ecuador. Es capital del distrito de Torres Causana, ubicado en el departamento de Loreto - Perú.

## Historia
Los territorios que conforman el distrito de Torres Causana fueron ocupados ancestral mente por las etnias kichwa y secoya, entre las principales y las que todavía mantienen una presencia importante en el distrito. Precisamente, la zona que corresponde a lo que es hoy la capital del distrito de Cabo Pantoja, estuvo antes ocupada por un grupo de la etnia secoya que se llamaba Capacuy.
Entre 1914 y 1920, llegan los primeros pobladores a la jurisdicción de lo que sería el distrito de Torres Causana, quienes formaron algunos caseríos a orillas del río Napo. Otros se asentaron en las inmediaciones de la frontera con el Distrito de Napo, por ser una zona muy rica en productos hidrobiológicos, fauna y flora. Estos primeros pobladores llegaron de caseríos de la frontera con el Ecuador y de los distritos peruanos de Napo y Putumayo. Se conoce que los primeros pobladores fueron las familias Noteno, Coquinche, Jipa, Oraco, Mamallacta, entre otras. El primer alcalde de Cabo Pantoja fue Felipe Reaños. Le siguió don Roque Guerrero, quien comenzó la realización de obras de infraestructura de significativa importancia, como la construcción de la primera escuela y el primer local del municipio, entre otras.
A finales del año 1920, se instalan en Alto Napo, brigadas de hombres y mujeres para extraer la resina de la shiringa por los territorios de Curaray, Aushiri, Angoteros y de otros caseríos. Posteriormente, este lugar fue poblado por hombres venidos de Iquitos y otras localidades para trabajar el aceite del palo de rosa. Por aquellos tiempos, estos lugares de Alto Napo fueron considerados muy ricos en estas especies.
En la década de los 70, y parte de los 80, se formaron otros caseríos con familias de Mazán, Las Amazonas e inclusive de Iquitos para trabajar en la extracción de madera, como el Cedro, Caoba, Quillosiso, Lupuna y otras especies maderables.
La producción de pescado siempre fue de poca escala y lo mismo se puede decir de la producción de las chacras, donde la yuca tiene cierta preponderancia por ser la base de la alimentación de las familias de Alto Napo. La presencia de comerciantes llamados regatones ha sido también de poca escala.

## Ubicación
Cabo Pantoja se ubica en la desembocadura del río Aguarico en el río Napo, muy próxima a la frontera con el Ecuador. Este último nombre se dio en homenaje al cabo Víctor Pantoja, muerto en acción durante el conflicto naval con el Ecuador en 1904.

## Migración
El número de habitantes de Cabo Pantoja creció significativamente el año 1964, por la migración de las familias que ocupaban lo que se llamaba el barrio Bohemia, que quedaba al norte de la guarnición peruana que custodia esa zona de frontera con el Ecuador, ante el temor de que pudieran ser atacadas por tropas de ese vecino país; entre los pobladores que formaron parte de esa migración estuvieron: Augusto Jipa Duende, Manuel Ramírez, Laura Riveño, Moisés Romaní  Medina, Elmer Panduro, Ángel Camargo, Víctor Celada, Francisco Wong Carmona, Julio Jarama Yumbo, Cirilo Gonzales, Pablo Bosmediano y Gilberto Jarama Yumbo.

## Turismo
Al norte del Distrito de Torres Causana se ubica en el norte un sector del Parque Nacional Güeppí-Sekime y parte de la Reserva Comunal Airo Pai

## Recursos naturales
En la actualidad los recursos naturales se encuentra protegidos por el estado, lo cual se puede probar por el aumento de animales en la zona.
Según estudios ambientales esta zona tiene más flora y fauna que los países de Eslovenia, Francia y Alemania juntos

## Festividades
- Señor de los Milagros, es la fiesta patronal de la localidad y del distrito entero que se celebra el mes de octubre como en otras partes del Perú.
- 2 de julio, aniversario del distrito.